# Wien tanzt
Wien tanzt, in Deutschland Wiener Walzer, ist eine österreichisch-liechtensteinische Filmbiografie aus dem Jahre 1951 von Emil-Edwin Reinert mit Adolf Wohlbrück als der Komponist Johann Strauss (Vater) (1804–1849). An seiner Seite spielt Marte Harell die weibliche Hauptrolle. Die Handlung des Films ist fiktiv und stimmt mit den historischen Abläufen nicht überein.

## Handlung

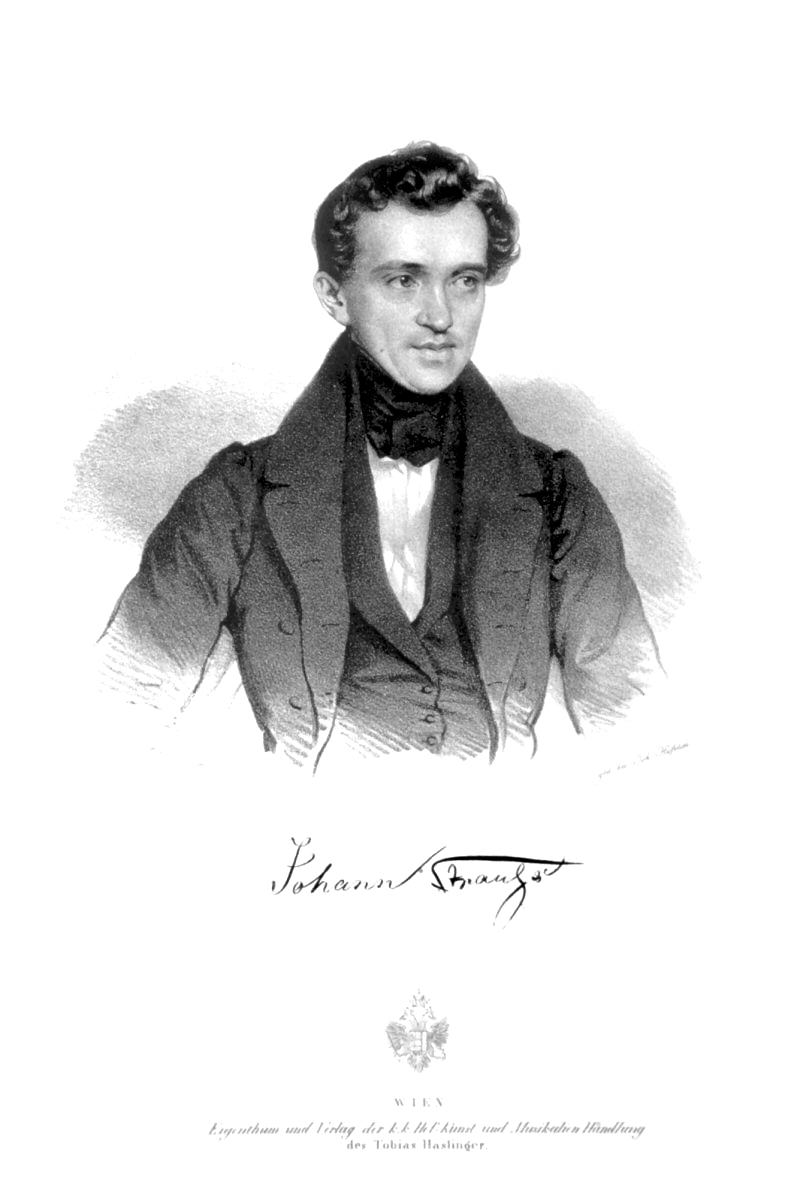
Der historische Johann Strauss in einer Lithographie von 1835

Wien im 19. Jahrhundert. Johann Strauss verdient sich seinen Lebensunterhalt als Stehgeiger in einem Wiener Weinlokal, seine Ehe mit Anna droht zu zerbrechen. Grund für das schwere Zerwürfnis ist immer wieder der Streit über den ältesten Sohn der beiden, Johann Strauss junior. Während der Vater ihn für musikalisch vollkommen unbegabt hält und für ihn eine Beamtenlaufbahn anstrebt, erkennt Anna rasch das große kompositorische Talent ihres Filius. Ein weiterer Grund ist des Vaters ständige eheliche Untreue; seine neueste Eroberung ist die Wienerin Millie Trampusch, die ihn zugleich künstlerisch inspiriert. Eines Tages hat der Komponist eine geniale Idee: Warum nicht ein tanzbares Musikstück kreieren, das im bis dahin unbekannten Dreivierteltakt gehalten ist? Die Wiener Walzer ist geboren! Doch die Wiener selbst zeigen sich alles andere als begeistert, im Gegenteil: Die Musiker seiner Kapelle hatten ihn gewarnt, und sie sollten recht behalten. Der neue Tanz wird vom Volk nicht angenommen, sein Schöpfer öffentlich ausgepfiffen.
In dieser Situation erweist sich Millie als Rettung. Sie, die ihren Johann gut kennt, zeigt den Menschen, wie man diesen neumodischen Walzer richtig tanzt, sodass nach den ersten Versuchen die Strauss-Kompositionen einen durchschlagenden Erfolg haben. Nun beginnt der Siegeszug von Strauss Vater: Erst besiegt er in einem Musikantenwettbewerb den Konkurrenten Joseph Lanner, woraufhin Strauss zum Hofkapellmeister berufen wird und mit seinen Kompositionen durch zahlreiche Länder tourt. Millie begleitet ihn auf seinen Gastspielreisen in die europäischen Hauptstädte, eine Eheschließung mit ihm bleibt ihr jedoch aufgrund Annas verwehrt. Nach Jahren des Triumphes wenden sich die Wiener dann einem anderen, moderneren Komponisten zu: Es handelt sich dabei ausgerechnet um den einst gering geschätzten Sohn Johann Strauss junior, der seinem Vater mit Erfolg den Titel des ungekrönten Walzerkönigs streitig macht. Schweren Herzens erkennt der Alte, dass der Sohn der talentiertere Musiker der Familie ist. Auf dem Sterbebett versöhnen sich Vater und Sohn Strauss.

## Produktionsnotizen
Wien tanzt entstand im Frühjahr 1951 im Atelier Wien-Sievering sowie in Wien und Umgebung und wurde am 17. Juni 1951 in Berlins Waldbühne im Rahmen der Berlinale uraufgeführt. Die österreichische Premiere war am 7. September 1951. Der offizielle Deutschland-Start war bereits am 22. August 1951 in München.
Karl Ehrlich übernahm die Produktionsleitung, die Filmbauten schuf Otto Niedermoser, assistiert von Herta Hareiter. Otto Untersalmberger sorgte für den Ton. Leo Bei und Hill Reihs-Gromes schufen die umfangreichen Kostüme.

## Kritiken
Cinema online schreibt: „Der launige Film schwelgt allzu sehr in kaiserlich-königlichen Klischees, ist aber elegant gespielt. Fazit: Nostalgische Parade im Dreivierteltakt.“
Im Filmdienst heißt es: „Gut gespielte, gefällige Unterhaltung ganz nach Klischee: Wien, wie es singt, tanzt und lacht.“